# Giada Grisetti
Giada Grisetti (née le 5 mai 2000 à Giubiasco en Suisse) est une gymnaste artistique italienne d'origine suisse.

## Biographie
Quatrième du concours général individuel, elle remporte le titre par équipes ainsi que la médaille d'argent à la poutre lors des Jeux méditerranéens de 2018.